# Alexander Merkel
Pour les articles homonymes, voir Merkel (homonymie).
Alexander Merkel (en cyrillique : Александр Меркель) , né le 22 février 1992 à Alma-Ata (auj. Almaty), est un footballeur international kazakh d'origine allemande évoluant au poste de milieu de terrain au Nassaji FC. Il était considéré comme l'un des plus grands talents du football allemand.

## Carrière

### Club
Alexander Merkel est un footballeur allemand né au Kazakhstan de parents Russes allemands. Merkel était à ses débuts considéré comme l'un des plus grands talents du football allemand et constituait un élément moteur des équipes de jeunes avec sa sélection nationale.
Alexander rejoint l'Allemagne à l'âge de six ans et atterrit au centre de formation de Stuttgart. Finalement il quitte le club allemand pour rejoindre l'AC Milan en juillet 2008.
Il fait ses débuts professionnels en Ligue des champions face à l'Ajax Amsterdam en remplaçant Robinho.
Il marque son 1er but avec le club Lombard le 20 janvier 2011 lors du match de Coupe d'Italie contre Bari. Auteur de belles prestations, il se tient à la disposition d'Allegri et sait qu'il a la confiance du Mister. Le 15 février, il fait savoir par son agent, Arthur Beck, qu'il ne jouera ni pour le Kazakhstan, ni la Russie mais bien pour la Nationalmannschaft. À la suite d'une hécatombe de blessures du côté de l'AC Milan, Merkel fait son retour chez les rossoneri le 17 janvier.
Le 2 mars 2015 Alexander Merkel fait part de sa décision de s’engager désormais dans les rangs de l’équipe nationale kazakhe.

### Équipe nationale
Alexander a choisi en 2015 la nationalité kazakhe.

## Statistiques
| Saison         | Club           | Championnat    | Championnat | Championnat | Championnat | Coupes nationales | Coupes nationales | Coupes continentales | Coupes continentales | Coupes continentales | Coupes continentales | Total de la saison | Total de la saison | Total de la saison |
| Saison         | Club           | Championnat    | Matchs      | Buts        | Passes déc. | Matchs            | Buts              | Type                 | Matchs               | Buts                 | Passes déc.          | Matchs             | Buts               | Passes déc.        |
| -------------- | -------------- | -------------- | ----------- | ----------- | ----------- | ----------------- | ----------------- | -------------------- | -------------------- | -------------------- | -------------------- | ------------------ | ------------------ | ------------------ |
| 2010-2011      | AC Milan       | Serie A        | 6           | 0           | 0           | 2                 | 1                 | C1                   | 2                    | 0                    | 0                    | 10                 | 1                  | 0                  |
| 2011-2012      | Genoa CFC      | Serie A        | 13          | 0           | 3           | 1                 | 0                 | -                    | -                    | -                    | -                    | 14                 | 0                  | 3                  |
| 2011-2012      | AC Milan       | Serie A        | 2           | 0           | 0           | 1                 | 0                 | C1                   | 0                    | 0                    | 0                    | 3                  | 0                  | 0                  |
| 2012-2013      | Genoa CFC      | Serie A        | 6           | 1           | 0           | 1                 | 0                 | -                    | -                    | -                    | -                    | 7                  | 1                  | 0                  |
| 2012-2013      | Udinese Calcio | Serie A        | 1           | 0           | 0           | 0                 | 0                 | -                    | -                    | -                    | -                    | 1                  | 0                  | 0                  |
| Total carrière | Total carrière | Total carrière | 27          | 1           | 3           | 6                 | 1                 | C1                   | 2                    | 0                    | 0                    | 35                 | 2                  | 3                  |

Actualisé le 5 janvier 2013

## Palmarès

### Club

#### AC Milan
- Coupe d'Italie Primavera - 2010
- Vainqueur du Championnat d'Italie en 2011